# Вапаконета (Охајо)
Вапаконета (енгл. Wapakoneta) град је у америчкој савезној држави Охајо. Родно је место првог човека на Месецу, Нила Армстронга.

## Демографија
По попису из 2010. године број становника је 9.867, што је 393 (4,1%) становника више него 2000. године.
| Група             | 2000.         | 2010.         |
| Белци             | 9.243 (97,6%) | 9.484 (96,1%) |
| Афроамериканци    | 18 (0,2%)     | 43 (0,4%)     |
| Азијати           | 37 (0,4%)     | 38 (0,4%)     |
| Хиспаноамериканци | 82 (0,9%)     | 160 (1,6%)    |
| Укупно            | 9.474         | 9.867         |